# Telekonwerter

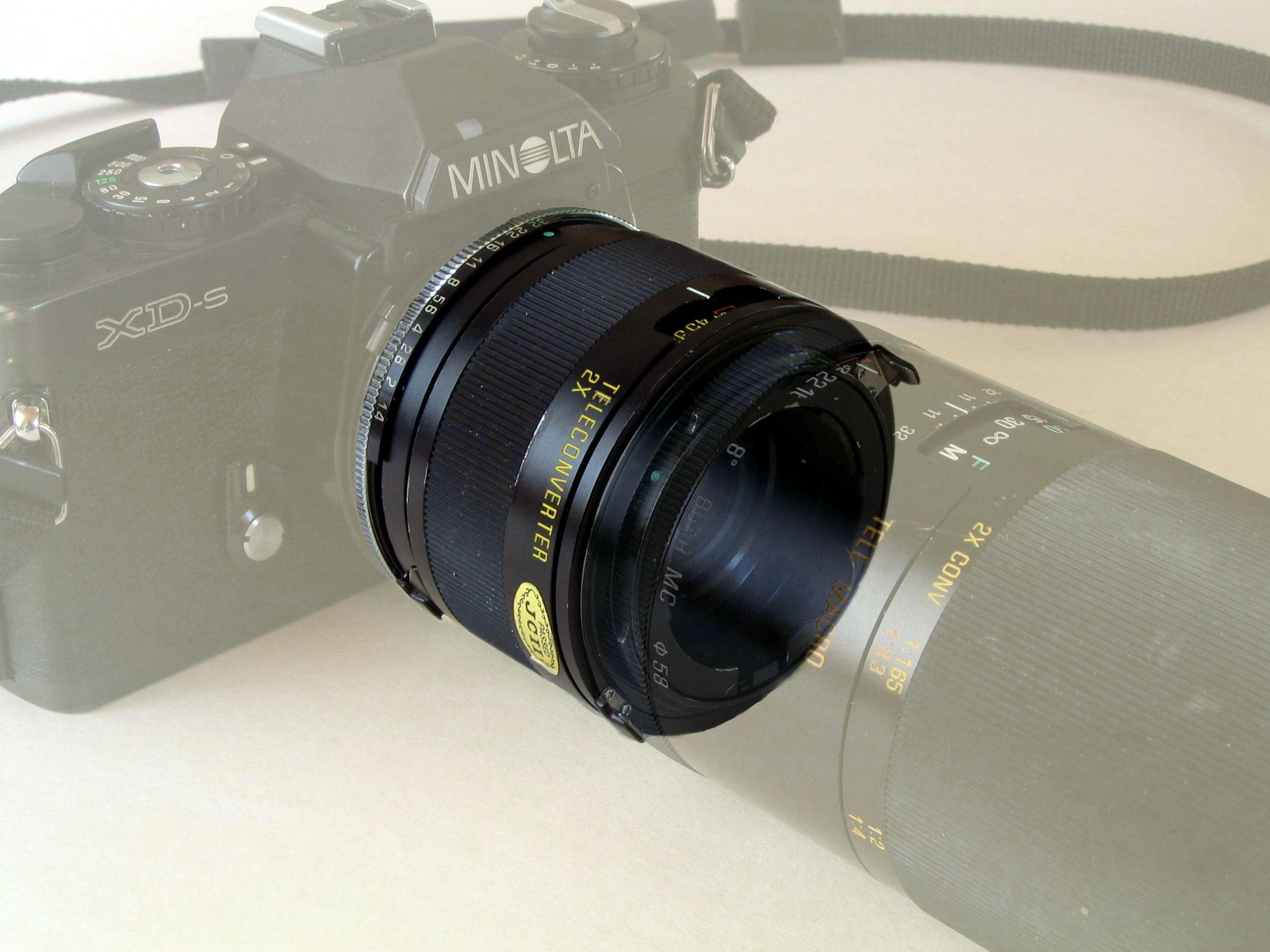
Telekonwerter zamocowany między obiektywem a aparatem.

Telekonwerter – zespół soczewek mocowany pomiędzy aparatem fotograficznym a obiektywem lub na obiektywie, w celu powiększenia centralnej części obrazu podawanego przez obiektyw fotograficzny. Zestawienie telekonwertera i obiektywu podstawowego ma działanie podobne do obiektywu długoogniskowego, od którego często jest tańsze i lżejsze, ale wprowadza dodatkowe aberracje optyczne, a czasem także winietowanie.
Obraz na matówce aparatu fotograficznego:

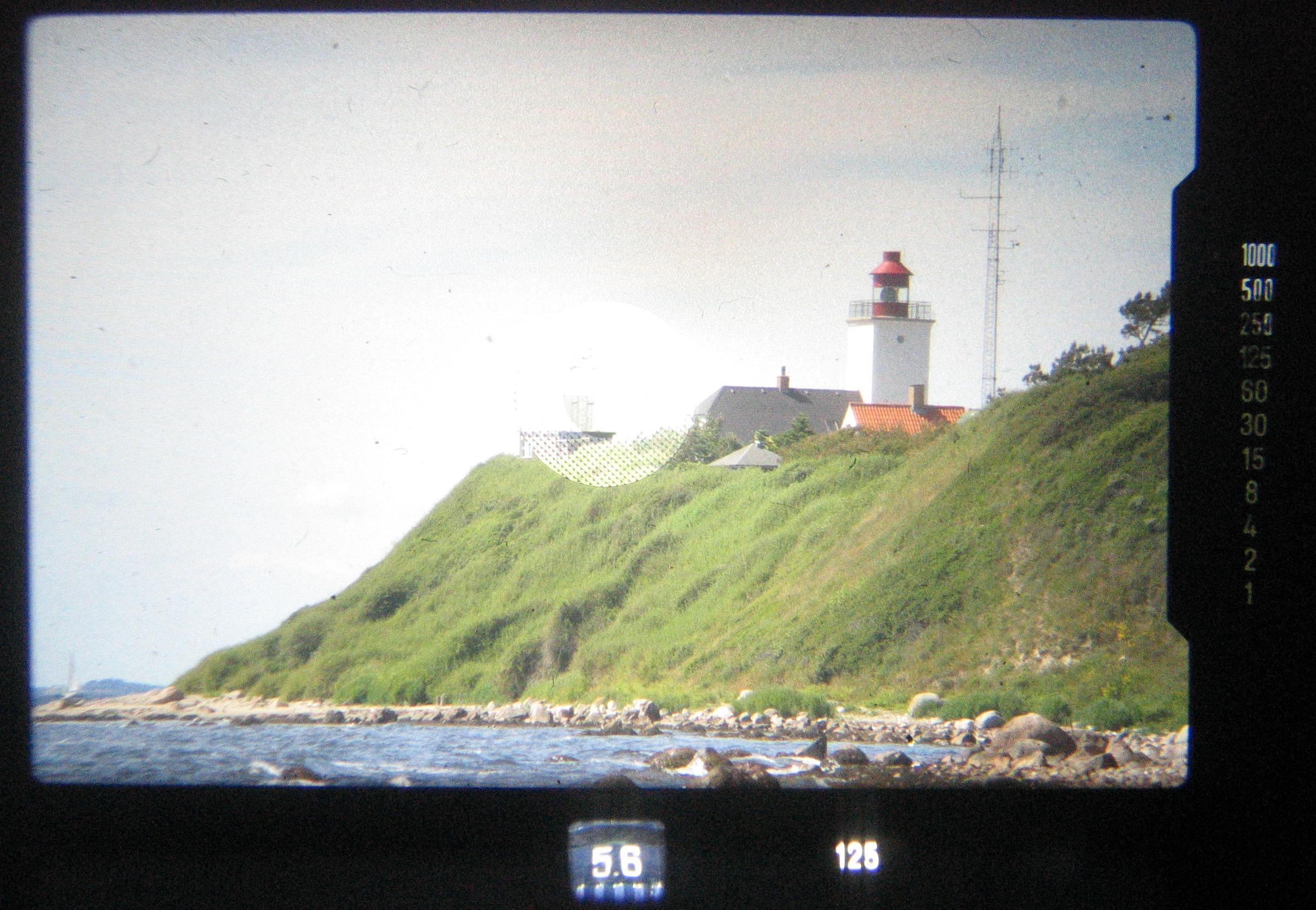
Sam obiektyw o ogniskowej 300 mm
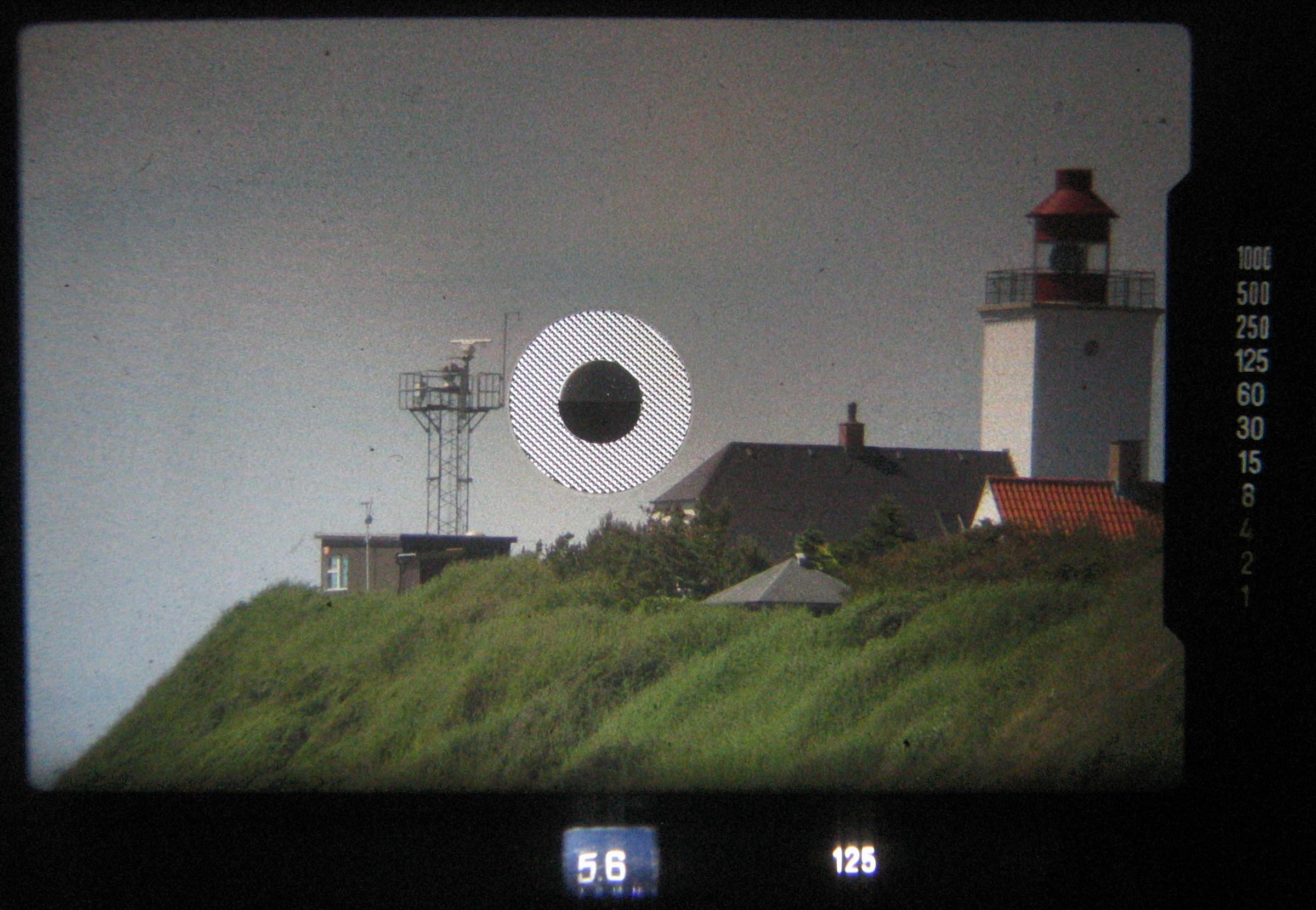
Obiektyw o ogniskowej 300 mm po dodaniu telekonwertera 2×

## Telekonwerter klasyczny

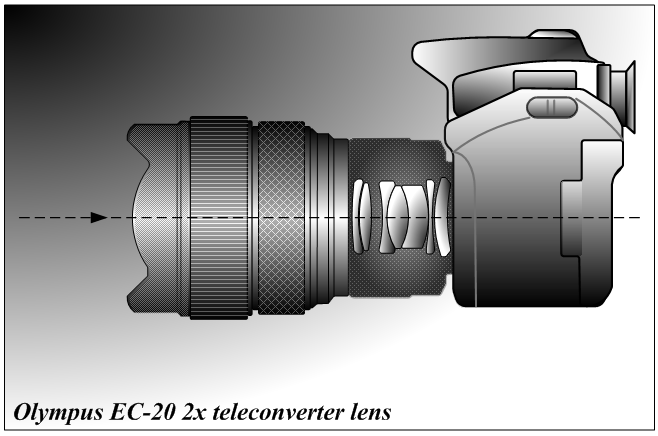
Olympus EC-20 z telekonwerterem pomiędzy obiektywem a aparatem

Klasyczny telekonwerter montuje się pomiędzy aparatem fotograficznym a obiektywem. Jest on zbudowany z grupy soczewek, które razem działają jak soczewka rozpraszająca. Położenie obiektywu względem telekonwertera jest takie, aby obraz podawany przez sam obiektyw powstawał pomiędzy soczewkami telekonwertera a jego ogniskiem pierwszym (przedmiotowym). W ten sposób obraz ten stanowi obiekt pozorny dla telekonwertera, który z kolei przekształca go w obraz rzeczywisty, powiększony. Jeśli na przykład obraz tworzony przez sam obiektyw powstaje w połowie odległości między soczewką rozpraszającą a jej ogniskiem, to obraz wynikowy powstanie w jej odległości ogniskowej (w ognisku przedmiotowym soczewki) z czego wynika, że będzie powiększony dwukrotnie. Otrzyma się w ten sposób telekonwerter 2×. Najczęściej spotykanymi telekonwerterami są 1,4× i 2×, rzadziej 3×.
Telekonwerter 2× zwiększa w przybliżeniu dwukrotnie ogniskową obiektywu, zmniejszając jednocześnie 4 razy jasność (co odpowiada dwukrotnemu zwiększeniu liczby przesłony) i zmniejsza około 2 razy rozdzielczość obiektywu. Np. telekonwerter 2× z obiektywem 2,8/135 mm o rozdzielczości 100 lpmm będzie odpowiednikiem obiektywu 5,6/270 mm o rozdzielczości 50 lpmm.

## Telekonwerter nasadkowy

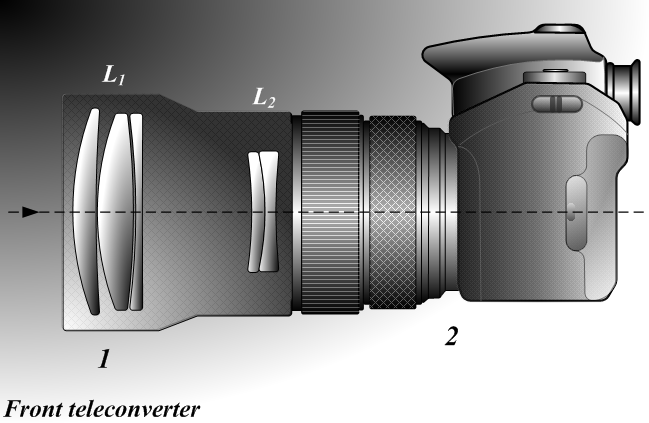
Aparat fotograficzny z nasadkowym telekonwerterem na obiektywie

Telekonwerter nasadkowy jest afokalnym (nie ogniskującym) układem optycznym podobnym do niewielkiej lunety Galileusza. Taki konwerter nie zmniejsza jasności obiektywu, zmniejsza natomiast rozdzielczość i może powodować winietowanie. Jest dużo większy i cięższy od telekonwertera montowanego między aparatem i obiektywem.
Telekonwerter nasadkowy został wynaleziony w roku 1899 i przez Dallmeyera. Aktualnie stosowany jest głównie w aparatach z niewymiennymi obiektywami. W 1935 r. Gramatzki wynalazł konwerter o zmiennym stopniu powiększenia (transfokator). Znalazł on zastosowanie głównie w kinematografii.
Działanie przeciwne do telekonwertera nasadkowego (skracające ogniskową) ma konwerter szerokokątny.